# Vierlander

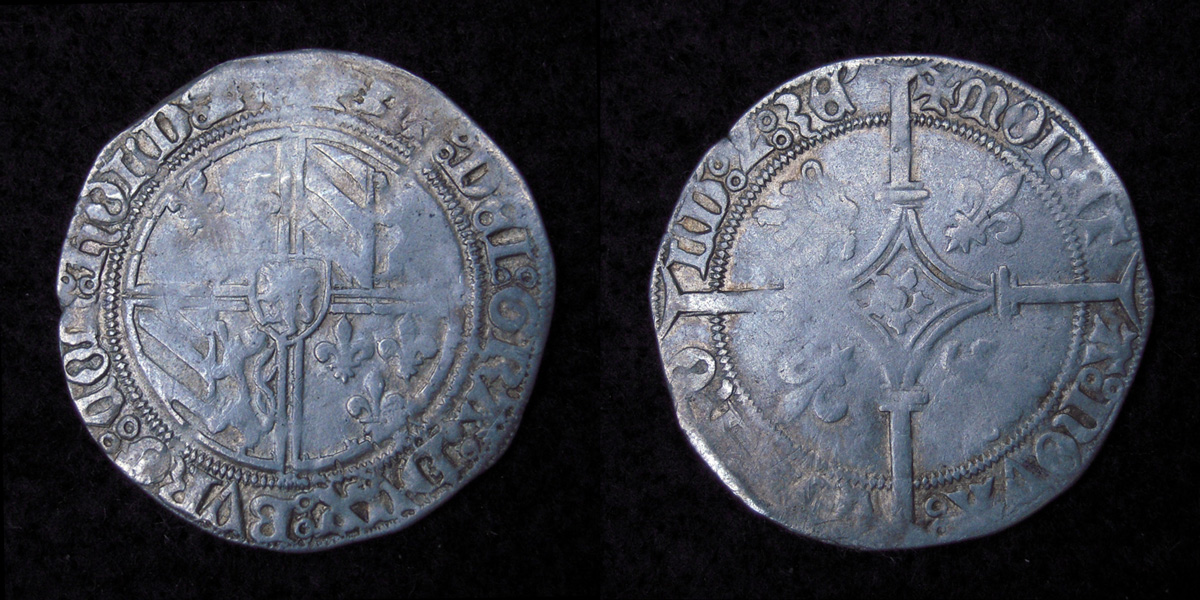
Vierlander uit Holland van Filips de Goede (1419-1467), zilver, ter waarde van een dubbele groot. Voorzijde: "+PHS:DEI:GRA:DUX:BVRG:COM:HOLD:Z"; Keerzijde: "+MONETA:NOVA:COM:HOLD:Z:ZE".

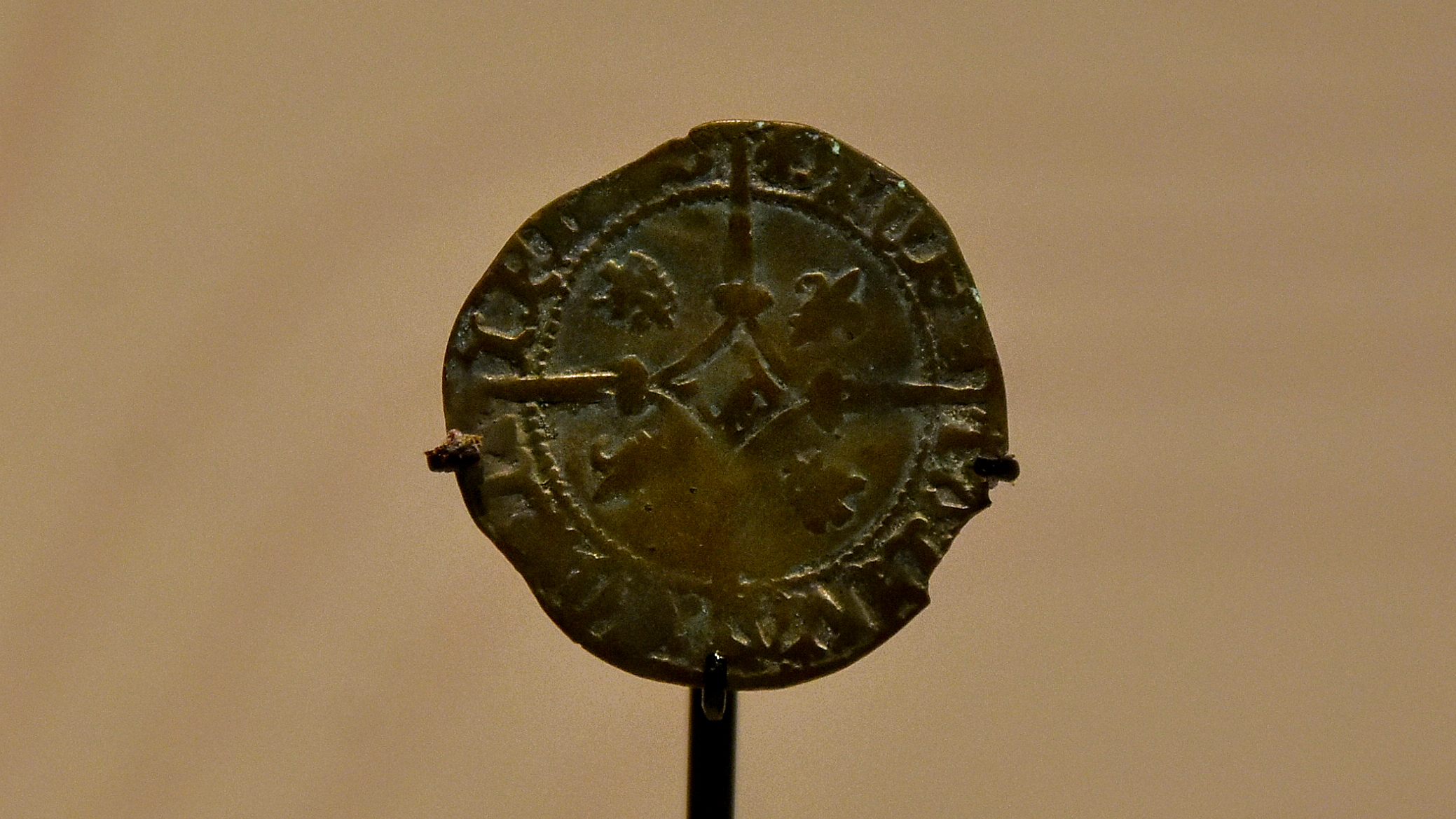
Zilveren Vierlander uit Brugge (1467-1474)

Vierlander (ook dubbele groot of stuiver genoemd, officieel philippus genaamd) was de naam die werd gegeven aan een reeks van vier gelijkaardige zilvermunten, die werden geslagen in de Bourgondische Nederlanden (tot in 1474 onder Karel de Stoute).
Filips de Goede, hertog van Brabant en Limburg, graaf van Vlaanderen, Holland, Zeeland en Henegouwen, zou op 23 januari 1434 bij ordonnantie een uniform monetair systeem invoeren in een groot deel van zijn gebieden in de Nederlanden (eerdere pogingen als de rozebeker in 1385 in Vlaanderen en Brabant, alsook de zogenaamde dubbel groot of drielander van Jan IV van Brabant, die geldig was in Brabant, Henegouwen en Holland, waren geen doorslaand succes). Dit bestond uit twee goudmunten, Philippus of rijder en halve Philippus of rijder genaamd, vier zilvermunten, vierlander genaamd (dubbele groot, groot, halve groot en kwartgroot) en twee kopermunten (dubbele mijt en mijt).

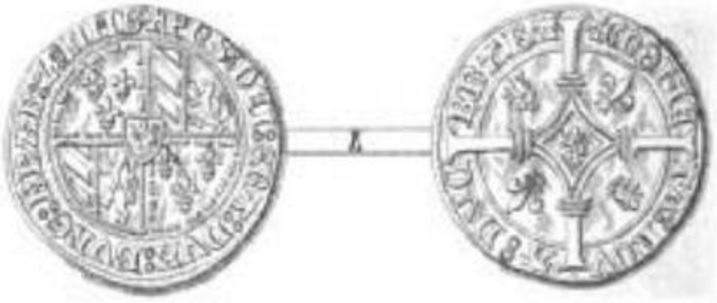
Vierlander uit Brabant (1434). Voorzijde: "+PHS:DEI:GRA:DVX:BVRG:BRAB:Z:LIMB"; Keerzijde: "+MONET-A: NOVA:DVC: BR-ABANT"

De vierlander ontleent haar naam aan het feit dat het in vier landen van Filips' rijk werd geslagen (namelijk in het hertogdom Brabant, het graafschap Vlaanderen, het graafschap Holland en het graafschap Henegouwen). De afmetingen, het gewicht en de waarde van elke vierlander waren hetzelfde (een diameter van 29 mm, een gewicht van 3,4 gram en een zilvergehalte van 479/1000), ongeacht de plaats waar het was geslagen, en waren gebaseerd op de Vlaamse groot. Dit zou onder Filips' regering lange tijd hetzelfde blijven, tot hij in 1466 gedwongen was ook het zilvergeld te devalueren, waardoor de vierlander nog slechts 2,97 gram woog. Maar terwijl er in Vlaanderen 48 Vlaamse mijten in een vierlander gingen, gingen er in Brabant 72 Brabantse mijten in een vierlander.
Op de kop of voorzijde van elke vierlander was het wapen van de Bourgondische hertogen als beeldenaar aangebracht en de legende las "+PHS:DEI:GRA:DVX:BVRG" (Filips, bij gratie Gods hertog van Bourgondië), gevolgd door zijn titel in het land waar de munt was geslagen (":BRAB:Z:LIMB" (hertog van Brabant en Limburg), ":COMES:FLA(ND)" (graaf van Vlaanderen), ":COM:HANONIE" (graaf van Henegouwen), ":COM:HOLD:Z:" (graaf van Holland)). De beeldenaar van de keerzijde verschilde echter wel want in het ruitvormig hart van een lang gevoet kruis met tussen de armen afwisselend een lelie en een klimmende leeuw trof men een symbool aan dat verwees naar het vorstendom waarin het was geslagen: een leeuw voor Brabant, een lelie of fleur-de-lis voor Vlaanderen, een monogram H voor Henegouwen en een roos van Dordrecht voor Holland. Ook de legende verwees naar het vorstendom waarin de munt was geslagen, want na het gemeenschappelijk opschrift "+MONET-A: NOVA" (nieuwe munt) volgde "DVC: BR-ABANT" (hertogdom Brabant), "C-OMITIS:-FLAND" (graafschap Vlaanderen), "V-ALENCE-NENSIS" (Valenciennes, graafschap Henegouwen), COM:HO-LD:Z:ZE (graafschap Holland en Zeeland).
De Vierlander zou uiteindelijk in 1477 worden vervangen door een lichtere zilvermunt, genaamd vuurijzer.

## Collecties
- Museum van de Nationale Bank van België
- Musea Brugge [4]